# Bagwalal
Le bagwalal (ou bagvalal, bagwali) est une langue caucasienne parlée dans l'ouest du Daghestan, dans les districts de Tsumada et d'Akhvakh.
Elle est classée dans le sous-groupe avaro-andi de la famille des langues nakho-daghestaniennes.

## Morphologie

### Pluriel
Le pluriel des noms se forme par un ensemble de suffixes. Par exemple des suffixes en /-Vbi/.
- -bi : bel, pelle, belabi (pluriel);
- -abi : raʕi, mot, raʕabi (pluriel);
- -mi : bertin, mariage, pluriel, bertami (pluriel).

## Sources
- (ru) А.Е. Кибрик, Багвалинский язык. Грамматика. Тексты. Словари, Moscou, IMLI RAN, Nasledie, 2001  (ISBN 5-9208-0048-8)